# Allied Air
Allied Air is een Nigeriaanse luchtvrachtmaatschappij met thuisbasis in de hoofdstad Lagos.

## Geschiedenis
Allied Air Cargo Werd opgericht in 1999. Vanaf 2000 tot 2005 werd met gecharterde vliegtuigen gevlogen. In 2005 werden de eigen vluchten hervat.

## Vloot
De vloot van Allied Air Cargo bestaat uit:
- 4 Boeing B-727-200F